# Daimyō
Daimyō (jap. 大名, だいみょう ) su bili moćni feudalni gospodari u predsuvremenom Japanu. Vladali su zemljom sa svojih prostranih posjeda koje su nasljeđivali. "Dai" (大) znači "veliki", a "myō" znači myōden (名田?), odnosno privatno zemljište.
Samo je shogun bio iznad njih. Bili su moćni feudalni vladari od 10. do sredine 19. stoljeća u Japanu. Od shugoa iz razdoblja Muromachija preko Sengokua do daimyoa razdoblja Edo, rang je bio duge i različite povijesti.